# Foersteria bruuni
Foersteria bruuni är en nässeldjursart som beskrevs av Luisa Eugenia Navas 1969. Foersteria bruuni ingår i släktet Foersteria och familjen Mitrocomidae.
Artens utbredningsområde är Indiska oceanen. Inga underarter finns listade i Catalogue of Life.